# Klaas Versteeg
Nicolaas Petrus Versteeg, artiestennaam Klaas Versteeg, (Zaandam, 27 december 1950) is een Nederlandse multi-instrumentalist.
In zijn kinderjaren begon hij, met gitaar spelen. Daarna volgen dwarsfluit en saxofoon. Hij speelde in allerlei amateur- of semiberoepsbandjes (Het Ui, Ace or Trump, Onkruid) waarin hij onder meer Henny Huisman en Margriet Eshuijs aantrof, van het latere Lucifer. Een van die bandjes was Chestercard. In en om Chestercard fungeerde ook Bob Ketzer. 
Zijn eerste beroepsmatig optreden volgde in de Dizzy Man's Band. De bedoeling was om Chicago-achtige (uit hun beginperiode) muziek te maken, resulterende in hun eerste top 10-notering in 1970 Tickatoo. Als het allemaal wat losser wordt, volgden ook de hits, zoals Matter Of Facts, The Show, Jumbo, Fire en The Opera. Er werden drie serieuze albums uitgegeven, waaronder Luctor et emergo met een onvermoede opname van Eleanor Rigby van The Beatles van meer dan acht minuten. Tijdens zijn regelmatig verblijf in de Soundpush Studio te Blaricum deed hij ook ervaring op als geluidstechnicus. In 1980 hield de hitstroom van de Dizzy Man’s Band op, de band viel uiteen. Versteeg was vanaf 1981 terug te vinden in de orkestbak bij musicals van Jos Brink. Daarna speelde hij bij coverband [Big Deal]. In 1996 zwaaide zijn belangstelling naar countrymuziek en het bijbehorende line dancen. Hij speelde toen ook in de Zaanse band Pampus, en hij zette muziek onder gedichten van zijn vader Dirk Versteeg. In 2016 nam hij het Project Aalscholver op met 28 liedjes - die hij samen schreef met zijn vader schipper-dichter Dirk Versteeg Sr. - Dit met behulp van familie en vrienden. 
Als multi-instrumentalist vormde hij in de 21e eeuw zijn eenmansband Nick McAlley. Met allerlei muziekinstrumenten probeerde hij kleur te geven aan die countrymuziek. Van de hand van Nick McAlley volgde een aantal studioalbums. Daarnaast schreef hij liedjes van artiesten als Wolter Kroes en René Eshuijs. Er kwam ook een eigen geluidsstudio van de grond "Dancing Wolf" geheten.
Hij maakte 4 soloalbums: Wanna Stay Connected, Sunny Side Up, The Dancing Wolf en Golden Heart Road 11

## Discografie
- zie Dizzy Man's Band
- 2002: Wanna stay connected
- 2004: Sunny side up
- 2010: Dancing wolf
- 2015: Golden Heart Road 11